# Chính sách công nghiệp

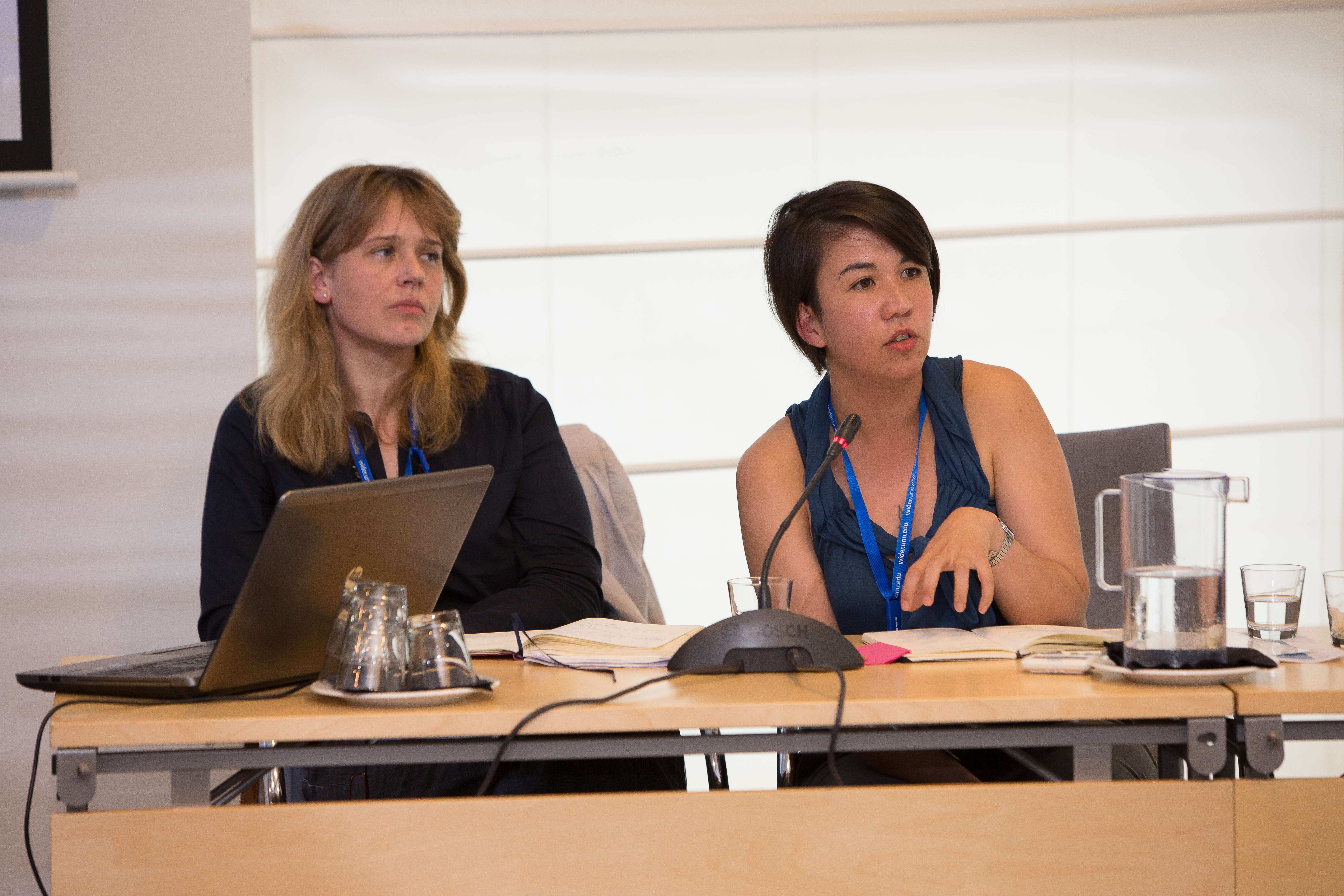
Hội thảo bàn về chính sách công nghiệp của châu Phi

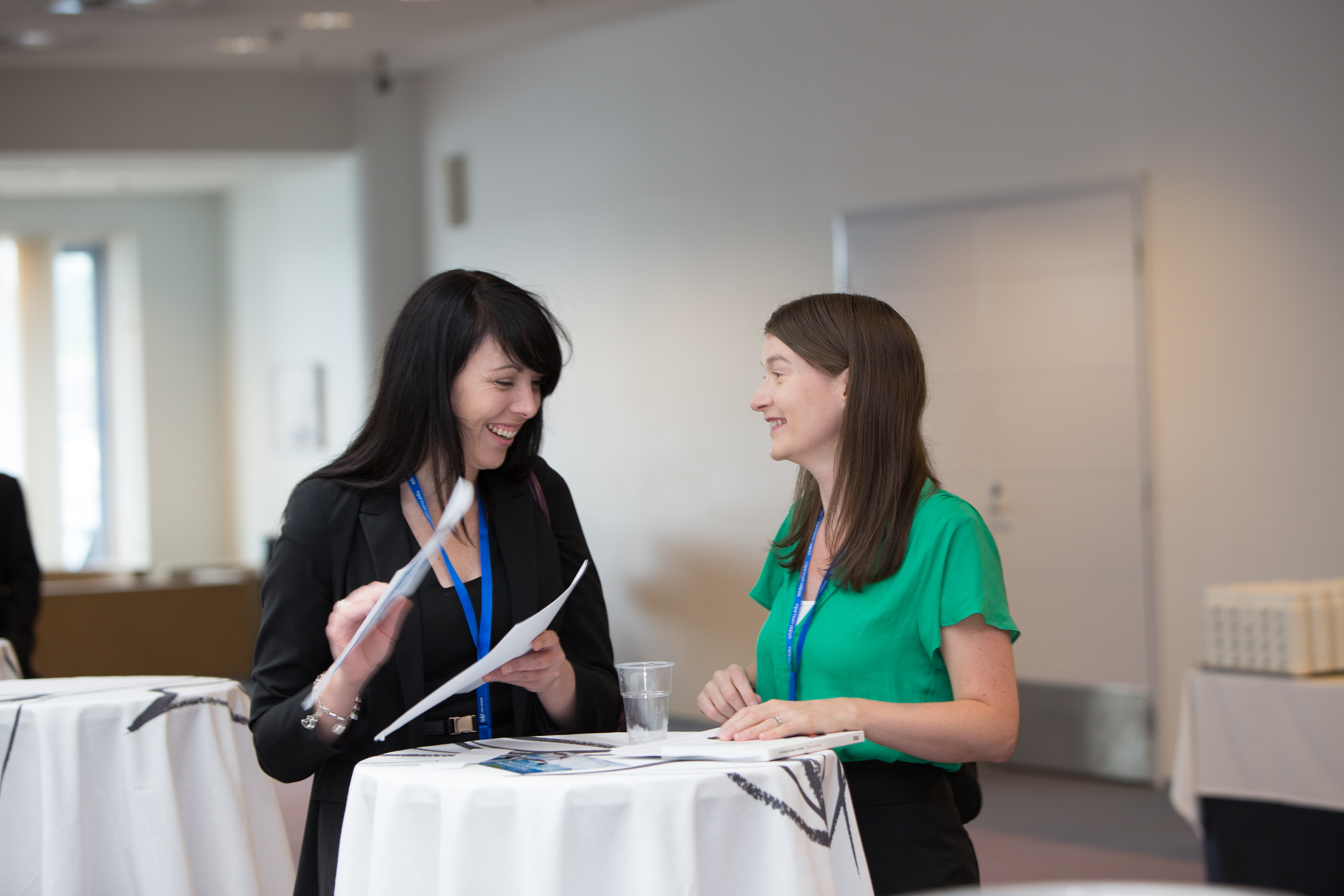
Thảo luận về chính sách công nghiệp dành cho châu Phi

Chính sách công nghiệp (Industrial policy) là tập hợp các biện pháp can thiệp của chính phủ nhằm cải thiện hiệu suất và thúc đẩy sự phát triển của khu vực công nghiệp trong một quốc gia. Mục tiêu chính là định hướng và hỗ trợ sự chuyển dịch cơ cấu kinh tế, nâng cao năng lực cạnh tranh, khuyến khích đổi mới công nghệ và tạo ra việc làm. Chính sách công nghiệp là các biện pháp can thiệp kinh tế đặc trưng của các quốc gia nền kinh tế hỗn hợp. Nhiều loại chính sách công nghiệp hàm chứa các yếu tố tổng hợp với các loại hoạt động can thiệp khác như chính sách thương mại. Chính sách công nghiệp thường được coi là tách biệt với chính sách kinh tế vĩ mô, chẳng hạn như thắt chặt tín dụng và đánh thuế thu nhập từ vốn. Các ví dụ truyền thống về chính sách công nghiệp bao gồm trợ cấp cho các ngành công nghiệp xuất khẩu và công nghiệp hóa thay thế nhập khẩu (ISI), trong đó các rào cản thương mại được áp dụng tạm thời đối với một số ngành chính, chẳng hạn như sản xuất. Bằng cách bảo vệ có chọn lọc một số ngành công nghiệp nhất định, các ngành công nghiệp này có thời gian để học hỏi và nâng cấp. Khi đủ sức cạnh tranh, những hạn chế này được dỡ bỏ để đưa các ngành công nghiệp được chọn ra thị trường quốc tế. Các chính sách công nghiệp hiện đại hơn bao gồm các biện pháp như hỗ trợ liên kết giữa các công ty và hỗ trợ công nghệ lõi. 
Những lập luận truyền thống về chính sách công nghiệp có từ thế kỷ XVIII khi thế giới đã và đang bước vào thời kỳ công nghiệp hóa. Những lập luận ban đầu nổi bật ủng hộ việc bảo vệ có chọn lọc các ngành công nghiệp được nêu tại Báo cáo về các ngành sản xuất (Report on the Subject of Manufactures) của chính khách Hoa Kỳ Alexander Hamilton xuất bản vào năm 1791 cũng như công trình của nhà kinh tế học người Đức Friedrich List. Quan điểm của Friedrich List về thương mại tự do hoàn toàn trái ngược với quan điểm của Adam Smith. Theo truyền thống, ngày càng có sự đồng thuận rằng hầu hết các nước phát triển, bao gồm Vương quốc Anh, Hoa Kỳ, Đức và Pháp, đã can thiệp tích cực vào nền kinh tế trong nước thông qua các chính sách công nghiệp. Mục tiêu của là sự khuyến khích và phát triển chủ động do chính phủ lãnh đạo các ngành công nghiệp chiến lược cụ thể để tăng trưởng toàn bộ hoặc một phần nền kinh tế, đặc biệt là khi không có đủ đầu tư và sự tham gia của khu vực tư nhân. Trong lịch sử, nó thường tập trung vào lĩnh vực sản xuất, các lĩnh vực quan trọng về mặt quân sự hoặc thúc đẩy lợi thế trong các công nghệ mới. Trong chính sách công nghiệp, chính phủ thực hiện các biện pháp "nhằm cải thiện khả năng cạnh tranh và năng lực của các công ty trong nước và thúc đẩy chuyển đổi cơ cấu". Cơ sở hạ tầng của một quốc gia (bao gồm giao thông vận tải, viễn thông và ngành công nghiệp năng lượng) là một yếu tố hỗ trợ chính cho chính sách công nghiệp. Các nhà kinh tế đã tranh luận về vai trò của chính sách công nghiệp trong việc thúc đẩy công nghiệp hóa và phát triển kinh tế. Các chiến lược gia cũng đã tranh luận về mối quan ngại rằng chính sách công nghiệp đe dọa đến thương mại tự do và hợp tác quốc tế.